# Carlo Carlei
Carlo Carlei (né en 1960 à Nicastro, dans la province de Catanzaro en Calabre) est un réalisateur de cinéma et scénariste italien contemporain.

## Filmographie
- 1985 : Juke box
- 1991 : Capitan Cosmos (TV)
- 1993 : La Course de l'innocent (La corsa dell'innocente)
- 1995 : Fluke
- 2000 : Padre Pio (it) (TV)
- 2003 : Ferrari (TV)
- 2008 : Fuga per la libertà - L'aviatore (TV)
- 2013 : Roméo et Juliette